# Calore Lucano
El Calore Lucano o Calore Salernitano és un riu del sud-oest d'Itàlia, a la Lucània.
Neix a Monti Alburni (1.554 m) als Apenins i corre pel "Parco Nazionale del Cilento e Vallo di Diano". Desaigua al riu Sele. El seu nom en llatí era Calor.
La descripció a l'antiguitat només es troba a l'Itinerari d'Antoní, que marca una estació anomenada ad Calorem, a la via que anava de Salernum a Lucania. Les distàncies que indica es presten a confusió, però no hi ha dubte que es refereix al riu Calore Lucano que circula gairebé paral·lel al Tanagrus en el seu naixement i que després desaigua al Sele.